# John Dalrymple (2e comte de Stair)
John Dalrymple, 2e comte de Stair, est un général et homme d’État écossais, né à Édimbourg en 1673 et mort en 1747.

## Biographie
Il travailla les esprits en Écosse contre Jacques II, fut fait colonel par Guillaume III, servit sous Marlborough (1702), fut ambassadeur en Pologne de 1709 à 1713, et en France pendant la Régence, obtint du Régent l'expulsion du Prétendant, devint, sous George II, grand amiral d’Écosse (1730) et feld-maréchal (1741), commanda l'armée anglaise en Allemagne au début de la guerre de la succession d'Autriche, gagna sur le maréchal de Noailles la bataille de Dettingen (1743), mais sans savoir profiter de sa victoire, et fit échouer la tentative du prétendant Charles-Édouard sur l'Angleterre (1745-46).

## Source
Cet article comprend des extraits du Dictionnaire Bouillet. Il est possible de supprimer cette indication, si le texte reflète le savoir actuel sur ce thème, si les sources sont citées, s'il satisfait aux exigences linguistiques actuelles et s'il ne contient pas de propos qui vont à l'encontre des règles de neutralité de Wikipédia.